# 真光寺 (町田市)
真光寺（しんこうじ, Shinkoji）は、東京都町田市の町名。現行行政地名は真光寺一丁目から三丁目。郵便番号は195-0057。1999年までは、真光寺町であった。

## 地理
町田市の北部に位置する。
北と北東は神奈川県川崎市麻生区黒川・栗木、東は広袴二丁目、三丁目、南は鶴川四丁目、西は真光寺町と接する。

### 住宅地
- 一丁目と二丁目は鶴川第二地区計画で宅地整備された戸建が広がる新興住宅地（都市庭園鶴川台）である。
- 三丁目は従来からの戸建と東京都住宅供給公社の集合団地「真光寺住宅」などがある。

### 河川
- 真光寺川 - 真光寺町にある水源から真光寺一丁目、二丁目を通り、広袴三丁目に流れる。

### 地価
住宅地の地価は、2014年（平成26年）1月1日の公示地価によれば、真光寺1丁目18番10の地点で14万1000円/m2となっている。

## 歴史
真光寺町を参照。

### 地名の由来
真光寺町を参照。

### 沿革
- 1999年（平成11年）2月27日 - 真光寺町と広袴町の一部より、真光寺三丁目を新設。
- 2003年（平成15年）5月31日 - 真光寺町と広袴町の一部より、真光寺一丁目と二丁目を新設。

## 世帯数と人口
2018年（平成30年）1月1日現在の世帯数と人口は以下の通りである。
| 丁目         | 世帯数    | 人口    |
| ------------ | --------- | ------- |
| 真光寺一丁目 | 866世帯   | 2,180人 |
| 真光寺二丁目 | 597世帯   | 1,483人 |
| 真光寺三丁目 | 799世帯   | 1,819人 |
| 計           | 2,262世帯 | 5,482人 |

## 小・中学校の学区
市立小・中学校に通う場合、学区は以下の通りとなる。
| 丁目         | 番地 | 小学校                 | 中学校               |
| ------------ | ---- | ---------------------- | -------------------- |
| 真光寺一丁目 | 全域 | 町田市立鶴川第四小学校 | 町田市立真光寺中学校 |
| 真光寺二丁目 | 全域 | 町田市立鶴川第四小学校 | 町田市立真光寺中学校 |
| 真光寺三丁目 | 全域 | 町田市立鶴川第四小学校 | 町田市立真光寺中学校 |

## 交通

### 鉄道
神奈川県川崎市麻生区にある小田急電鉄多摩線の黒川駅、栗平駅と、町田市能ヶ谷一丁目にある小田急電鉄小田原線の鶴川駅が、近くにある鉄道駅である。

### 路線バス
小田急バス・神奈川中央交通（神奈中）により、以下の路線が運行されている。
- 「真光寺公園」バス停留所などから鶴川駅行きがある。
- 「真光寺」バス停留所などから鶴川駅行き、若葉台駅行きがある（すべて神奈中担当）

### 道路
- 東京都道・神奈川県道19号町田調布線（鶴川街道）
- 東京都道・神奈川県道139号真光寺長津田線（鶴川街道、真光寺十字路交差点が起点）

## 施設
教育
- 中学校
  - 町田市立真光寺中学校

商業
- 鶴川台ショッピングセンター
  - スーパー三和 鶴川店
  - AKドラッグ
  - ダイソー
  - パシオス
- シュー・プラザ 町田真光寺店
- ペットフォレスト 鶴川店
- ワークマン 町田真光寺店

警察
- 町田警察署真光寺駐在所

公園
- 真光寺公園
- 鶴川台緑の里公園

## 関連記事
- 榎本勝起 - 真光寺出身、在住
- 細川護貞 - 真光寺に別荘を持っていた